# 土地污染

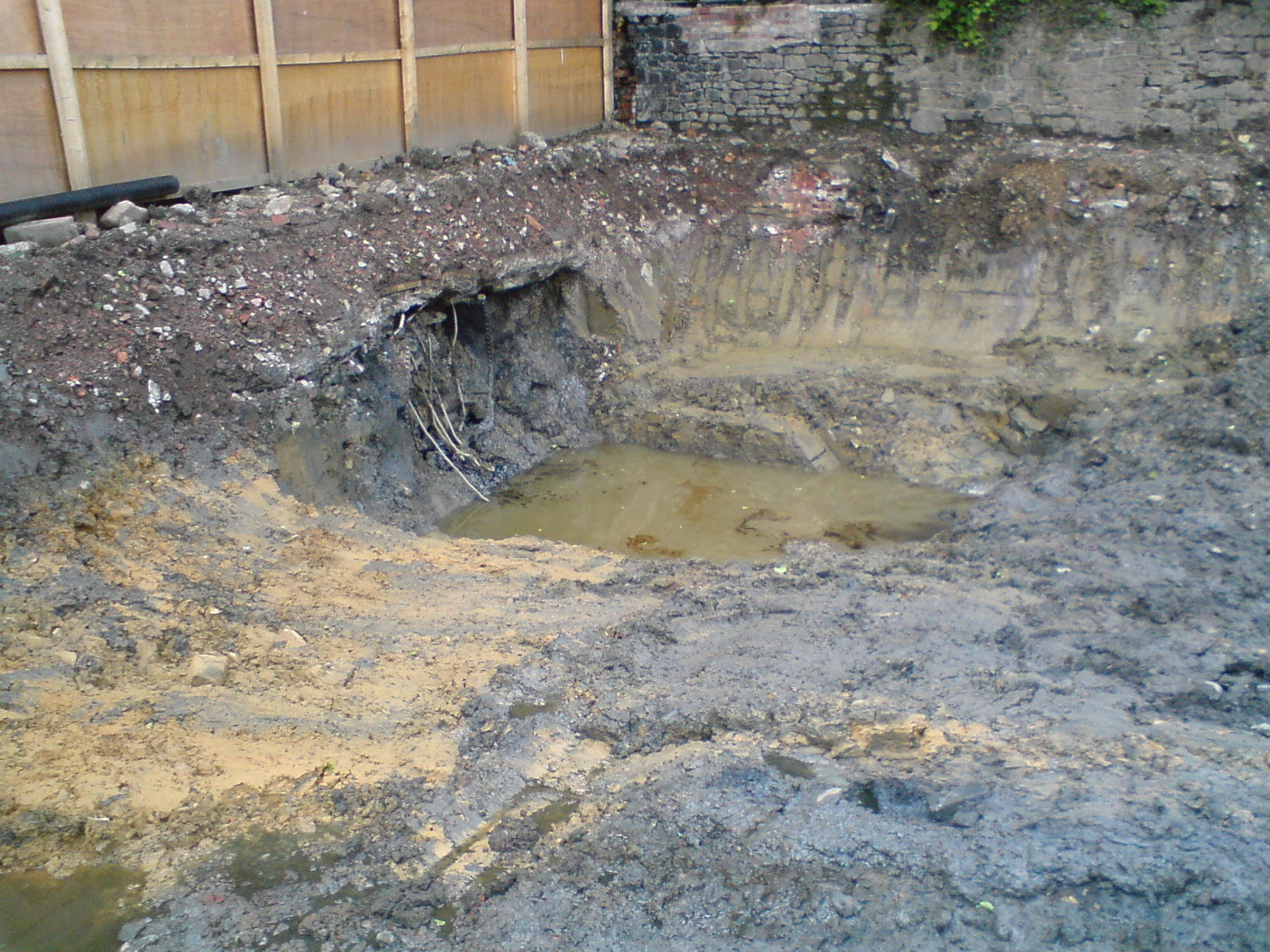
废弃煤氣廠下經挖掘後的土壤，原來的地下储油槽导致了土壤污染。

土壤污染是环境污染的一种形式。其主要来源于工农业活动以及有害物存储等。常见的污染源有：化工厂、金属炼化、石油工业、种植农业、废品回收、有害物存储和处理行业等。
作为土地退化的一部分的土壤污染、土壤污染或土地污染是由异生（人造）化学物质的存在或天然土壤环境中的其他变化引起的。它通常是由工业活动、农业化学品或废物处置不当引起的。最常见的化学品是石油烃、多环芳烃（如萘和苯）、溶剂、杀虫剂、铅和其他重金属。污染与化学物质的工业化程度和强度有关。 对土壤污染的担忧主要源于健康风险、与受污染土壤的直接接触、污染物产生的蒸汽或土壤内部和土壤下的供水二次污染。绘制受污染土壤的地图和由此产生的清理工作既费时又费钱，需要地质学、水文、化学、计算机建模和环境污染领域的 GIS方面的专业知识，以及对工业化学历史的了解。

## 各国现状

### 中国
2014年，中国发布首份《全国土壤污染调查公报》，指出中国土壤总超标率为16.1％。从分布情况看，南方土壤污染重于北方，长江三角洲、珠江三角洲、东北老工业基地等部分区域土壤污染问题较为突出。其中，西南、中南地区土壤重金属超标范围较大，而这些地方正是近年来被曝光的“镉大米”问题的重灾区。例如，四川省德阳市下辖的绵竹市、什邡市等地化工企业密集，耕地镉污染严重，德阳作为全国四大磷矿生产基地之一，耕地污染严重堪称宿疾。此外，广东韶关、江西九江、湖南益阳等地也都有较严重的区域性或流域性土壤污染。

### 美国
美国的土壤污染区域大多集中在东北部五大湖地区、新英格兰、西弗吉尼亚、德克萨斯等地。其中五大湖区由于是美国早期工业化时期的重要工业中心，有很多金属冶炼、化学品制造、危化品存储等行业。当时受限于对污染和材料性质的认知和技术水平以及法律法规的缺失，很多工厂为了追求利润和降低成本，使用有害物作为生产原材料，而且对于废弃物的处理十分简单粗暴，往往是填埋，这种行为对于土壤的污染十分严重。
这些废弃工厂造成的污染会维持很久，而处理费用十分高昂，很多老工业地带的城镇的经济本就已经因为传统产业的衰退带来的工厂倒闭潮和失业潮而受到严重打击，无力承担土壤修复的费用，而知道土壤污染危害的民众则尽可能的远离污染区域，反而更加速了人口外流问题。加上早期城市规划将大量工厂规划在市区甚至市中心内，加上法律法规对于建设用地的严格要求（禁止在有污染的土地上建设居民建筑或者公共建筑），很多城市的市中心严重衰败，出现大量杂草丛生的空地。
农业导致的污染主要存在于中西部，在早年人们对农药和化肥危害了解不足的时期，这里曾经大量使用包括DDT在内的农药，并有着过度使用化肥的记录。这导致很多地区存在水体富营养化的问题。

### 德国
德国的土壤污染问题主要存在于鲁尔工业区和莱茵兰地区，这里曾是德国的重工业中心，从19世纪中叶开始，这里发现了大量的煤炭和铁资源，导致钢铁行业蓬勃发展。70年代后北海发现大量石油资源，莱茵兰和北海沿岸出现大量石油工业，这也加剧了污染。但由于德国政府耗费巨资修复环境问题，这里的土壤污染问题前景相对乐观。

## 杀虫剂和除草药
化學物質如殺蟲劑等浸入土壤 影響土質，令到該土地受到影響

## 废物的增多
是因為人們平常棄置過多廢物而造成的。

## 土壤污染处理方法
- 物理方法
- 生物修复